# Abdelhamid Sharaf
Abdelhamid Sharaf (en arabe: الشريف عبدالحميد شرف), né le 8 juillet 1939 à Bagdad et mort le 3 juillet 1980 à Amman, est un homme politique jordanien. Il fut Premier ministre entre 1979 et 1980. Il a également été ambassadeur de la Jordanie dans plusieurs pays étranger.